# (2141) Simferopol
(2141) Simferopol (1970 QC1) – planetoida z pasa głównego asteroid okrążająca Słońce w ciągu 4,7 lat w średniej odległości 2,81 au. Odkryta 30 sierpnia 1970 roku.